# 圣福尔热-莱斯皮纳斯
圣福尔热-莱斯皮纳斯（法語：Saint-Forgeux-Lespinasse，法語發音：[sɛ̃ fɔʁʒø lɛspinas]）是法国卢瓦尔省的一个市镇，位于该省北部，属于罗阿讷区。

## 地理
圣福尔热-莱斯皮纳斯（46°7'24"N, 3°55'52"E）面积16.19 平方千米，位于法国奥弗涅-罗讷-阿尔卑斯大区卢瓦尔省，该省份为法国中南部省份，北起顺时针与索恩-卢瓦尔省、罗讷省、伊泽尔省、阿尔代什省、上盧瓦爾省、多姆山省和阿列省接壤。
与圣福尔热-莱斯皮纳斯接壤的市镇（或旧市镇、城区）包括：维旺、昂比耶勒、尚日、诺阿伊、圣日耳曼-莱斯皮纳斯。

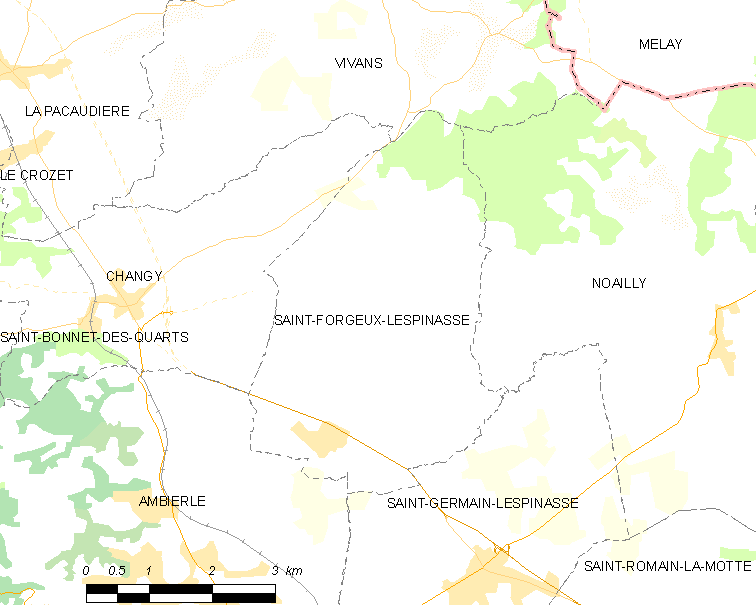
圣福尔热-莱斯皮纳斯的OSM定位图

圣福尔热-莱斯皮纳斯的时区为UTC+01:00、UTC+02:00（夏令时）。

## 行政
圣福尔热-莱斯皮纳斯的邮政编码为42640，INSEE市镇编码为42220。

## 政治
圣福尔热-莱斯皮纳斯所属的省级选区为勒奈松县。

## 人口

1962-2008年间圣福尔热-莱斯皮纳斯人口变化图示

圣福尔热-莱斯皮纳斯于2022年1月1日时的人口数量为594人。

## 交通
法国国道N7线经过镇中心，卢瓦尔省省道D18线和D47线在境内与之交汇。